# ナイツ・イン・ザ・ナイトメア
『ナイツ・イン・ザ・ナイトメア』（Knights in the Nightmare）は、2008年9月25日に発売されたニンテンドーDS用ゲームソフト。制作・発売はスティング、販売はジェンタープライズ。2010年4月22日にはトークコレクション等を追加したPlayStation Portable版がアトラスより発売。2022年4月7日にはリマスターしたNintendo Switch版が発売。

## 概要
『Riviera 〜約束の地リヴィエラ〜』や『ユグドラ・ユニオン』と世界観を同じくしたDept. Heaven Episodesシリーズの4作目に当たる作品。しかし、システムやストーリーの引継ぎはなく独自のものである。
戦略を必要とする独特なシステム、タッチペンを使用するアクション要素の強い操作、100人を超えるキャラクター、戦闘ごとに異なるBGMなどが特徴。
通常版と同時に、ゲームボーイアドバンス版の『ユグドラ・ユニオン』が同梱された「ナイツ・イン・ザ・ナイトメア Dept. Heaven Episodesシリーズスペシャルパック」が発売された。
PSP版ではタッチペンを使用するアクション要素をアナログスティックに変更、グラフィックもPSP用に調整している。

## ゲームシステム
シミュレーションゲーム、ボードゲーム、弾幕系シューティングを足したような独特なシステムの作品。
基本的にはキャンペーンシナリオのRPGで、戦闘シーンで入手するキーアイテムを駆使して、仲間を増やしNPCから武器をもらいながら様々なクラスのユニットを育てながらステージをクリアしていく。
- ユニットへの指示はウィスプというカーソルを動かして行う。敵が攻撃してくるのは味方ユニットではなく、このウィスプである[Note 2]。いうなれば、カーソルを自機、味方ユニットをオプションとするシューティングゲームのようなものである。敵が自由に動き回るのに対して、持ち時間はリアルタイムでなく、指示を出す際、攻撃を受けた際に減少する。この部分はかすりで経験値が増えるなど、弾幕シューティングの文法になっている。
- 戦闘で使用できるユニットにはそれぞれクラスがあり、更にLaw、Chaosと2パターンの攻撃方法があり、武器を使わない通常攻撃、武器ゲージをためて発動する必殺技、さらにゲージをためて発動されるハイクラスの必殺技が存在する。
- 戦闘中にユニットがレベルアップすることはなく、各章冒頭のセットアップ画面でユニットに経験値を与えることでレベルアップする。
- 戦闘中、ユニットが攻撃を行うとVit.（生命力）が消費され、0になるとそのユニットはロストして二度と復活できない。
- 戦闘中入手した武器にはDur（使用回数）があり、ターンを進めると一つ減り0になると消滅する。
- 各ステージ毎に、味方と敵の初期出現位置は固定になっていて、攻撃範囲の合うユニットを出撃させ敵を倒す。それぞれの敵がビンゴのように二次元のマス目に対応しており、倒したマスをチェックして規定の列数を揃えるとステージクリアである。
- 一度に全ての敵が出るのではなく、始めにスロットを回してどの相手と会敵するかを決める。これを1ターンとし、出ている敵を全滅させるか、ターン毎の持ち時間が過ぎるとターンが終わる。ターン制限以内に規定の列数を揃えられない、ボスを撃破出来なかった、または主人公が登場する面で主人公がロストするとゲームオーバー。
- レベリングシステムがあり、ボス戦以外の一度クリアしたステージを再訪することで経験値や武器等が入手可能。
- 難易度ノーマルをクリアすると難易度ハードが出現し、難易度ハードでクリアすると難易度ナイトメアが出現する。DS版では難易度ハード以上ではレベリングが不可能。PSP版ではどの難易度でもレベリングが可能となっている。

### ユニットクラス
キャラクターはクラスによって攻撃方向と範囲が異なるため、マップの地形によってクラスを選択する必要がある。
| クラス名       | 装備   | 攻撃方向 | 備考                                                               |
| -------------- | ------ | -------- | ------------------------------------------------------------------ |
| デュエリスト   | ソード | 前       | 前方向に移動が可能                                                 |
| ウォーリア     | アクス | 前       | 障害物の破壊が可能                                                 |
| ハーミット     | ダガー | 後       | 状態異常付加を得意とする                                           |
| ランスナイト   | ランス | 前後     | 全方向に移動が可能                                                 |
| アーチャー     | ボウ   | 後       | スタン（気絶）攻撃を得意とする                                     |
| プリエステス   | メイス | 後       | 広範囲の攻撃と、グラム（設置罠）攻撃を得意とする                   |
| ウィザード     | ロッド | 後       | 広範囲の攻撃と、グラム攻撃を得意とする                             |
| ヴァルキュリア | 全て   | 前後     | マリア専用クラス。全方向に移動が可能。展開によって攻撃手法が変わる |
| アシュタローテ | 全て   | 前後     | メリア専用クラス。全方向に移動が可能                               |
| ラ・ピュセル   | 全て   | 前後     | （PSP版のみ）ユグドラ専用クラス。全方向に移動が可能                |

### その他のシステム
エフェクティブ
武器を強化しクオリティが上がると各武器に最大三つまで発現する特殊効果。戦闘中のラッシュカウント数条件を満たすことで発動するが、プレイヤーに有利、不利になるものが混在している。難易度イージーはプレイヤーに不利になるエフェクティブは発動しない。
トランソウル
任意の仲間キャラクターの魂を他キャラクターに受け継がせることにより、攻撃する際に消費したVit.（生命力）の回復や能力の強化などを行う。
任意のユニットに経験値を与える事でレベルアップとVit.の回復を行えるが、ユニットごとにレベルの最大値が決まっており、最大値に達すると経験値を与える事ができなくなる（Vit.の回復が行えなくなる）。しかし最大レベルに達したユニットにも、相性の良いユニットをトランソウルさせる事で、レベルアップとVit.の回復を行える。
チュートリアル
ストーリー中にチュートリアルは入らず、チュートリアル専用のシステムが用意されている。ちなみに今作品は当初の発売予定2008年7月17日から2ヶ月ほど延期されているが、理由はチュートリアル機能の追加のためであった。
マルチエンディング
本作品はマルチエンディング制を取っている。『ヒロイン』『ラスボス戦の結果』『特定のアイテムの所持』などの要因により変化する。一定の条件を満たした場合はグッドエンディングとなり、スタッフロールが変化する。

## ストーリー
十二の騎士団を持つ騎士王国グレイヴニルは、古城アーヴェンヘイムを本拠とし永きに渡り繁栄の時を刻んでいた。
千年もの歴史を持ち、難攻不落と呼ばれたアーヴェンハイムであったが、しかし、突如何者かによって王ウィリムガルドが討たれ、魂を封印されてしまう。
失意のなか王の葬儀を済ませた王国であったが、あるとき謎の乙女マリアによって王の魂が盗まれ、その後突如として現れた魔物によって騎士団は壊滅、城も占拠されてしまう。
騎士団の追跡を振り切ったマリアは、森の中で魂の封印を解き立ち去る。解放された王の魂ウィスプは意思も記憶もなくしていたが、己の肉体を求めるようにアーヴェンハイムへと向かうのであった。

## キャラクター
作中で仲間になるキャラクターは100人を超え、グラフィックも全て異なる。

### 主要キャラクター
ウィリムガルド王
騎士王国グレイヴニルを統べる王。獅子心王と呼ばれる。何者かによって魂を抜かれ死去した。
ウィスプ
封印されていたウィリムガルドの魂。記憶を失っている。魔物によって魂を抜かれた者に一時だけ命を与えることができる。
マリア
輝く甲冑に身を纏ったヴァルキリー。アーヴェンハイム城から王の魂を盗みだし、封印を解いた。多くを語らない寡黙な性格。王国内に存在するらしい聖杖アンカルジアを探している。
メリア
もう一人の主人公。淡青色の髪に碧眼で漆黒の甲冑に身を纏ったアシュタローテ。マリアと同じくアーヴェンハイム城から王の魂を盗みだし、封印を解く。マリアに比べると饒舌だが口調は荒い。マリアとは違う目的で聖杖アンカルジアを探している。
メリッサ
マリア編に登場する漆黒の翼を持つ天使。マリアと同じく聖杖アンカルジアを探している。
マリエッタ
メリア編に登場する輝く翼を持つ天使。メリアと同じく聖杖アンカルジアを探している。
ケイプホーン卿
枢機卿と呼ばれる重臣。非常に高い能力を持ち、文官でありながら第3騎士団も率いている。老獪な野心家であり、国内の勢力をウィリムガルド王と二分していた。配下に魔剣士レオネル、狙撃手アクリーヌ、魔女イェルマを従え、ウィリムガルド王の死後、暗躍している。

## 評価
本作の評価は一般的に肯定的である。DS版はファミ通クロスレビューでは9、8、8、7の32点。レビュアーは「斬新なつくりで完成度が高い」「様々な要素がある戦闘は戦略性が高くプレイするたびに深さに感服、濃度に恍惚のため息、遊び応えがある」「個性的なシステムは面白くて演出は攻撃時に特に盛り上がる出来」「雰囲気を感じられるグラフィックは細部まで綺麗」「チュートリアルが親切」とした一方で情報量が多くて敷居が高く、戦闘画面で文字が潰れる、全情報を最初から出しているため敷居が高い印象でもう少し控えめに提示した方がよかったかもしれない、操作感覚は「前代未聞」で最初は戸惑うため評価が分かれるかもしれないとした。IGNのマーク・ボゾンはゲームの深みと複雑さを賞賛して8.8/10のスコアを与えた。よく挙げられる否定的な部分は1時間ほどかかる長いチュートリアルである。
日本で発売した週の売り上げは16位だった。
2008年の第12回文化庁メディア芸術祭ではエンターテインメント部門の審査委員会推薦作品に選ばれている。

## 備考
- 発売日の翌日である2008年9月26日にボーナストラックを収録したサウンドトラック『Knights in the Nightmare Perfect Audio Collection』が発売された。
- ほぼすべての操作をタッチペンで行う。タッチペンの代わりとしてバンブースティック（団子の竹串）を使用することで操作性が3割向上するという。
- 戦闘中に使用される音声はすべて英語である。
- ゲームボーイアドバンス用ソフト『ユグドラ・ユニオン』とのダブルスロットによる連動要素として、チュートリアル解説がマリアからユグドラに変更、作中に登場したパメラが仲間になるなどの特典要素を楽しむことができるが、ダブルスロットを搭載している機種がニンテンドーDSとDS Liteのため、オミットされたDSi以降には未対応である。
- PSP版の連動要素として『ユグドラ・ユニオン』のセーブデータがメモリースティックに保存されている状態でプレイすることにより、DS版の追加要素と隠しシナリオのユグドラ編が追加される。